# Botanische tuin van Cluj-Napoca

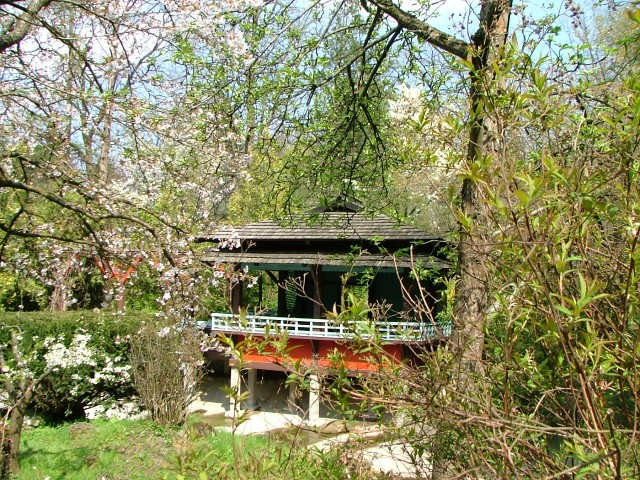
Japanse tuin

De Botanische tuin van Cluj-Napoca (Grădina Botanică din Cluj-Napoca) is de botanische tuin van de Babeș-Bolyaiuniversiteit in de Roemeense stad Cluj-Napoca. Hij werd in 1905 opgericht door Aladár Richter en in 1920 heropgericht door Alexandru Boza.
De botanische tuin omvat 14 hectare met meer dan 10.000 planten van over de hele wereld. De tuin is verdeeld in sierteelt, fytografie, taxonomie, economische en medische afdelingen. De Roemeense flora en vegetatie worden vertegenwoordigd door planten van de Transsylvaanse hoogvlakte, de Zevenburgse Alpen, de Oostelijke Karpaten het Banaat enz.
Er zijn diverse attracties zoals de Japanse tuin (een tuin in Japanse stijl, een huis in Japanse stijl en een beekje), de Roemeense tuin met objecten die overgebleven zijn van de Romeinse nederzetting Napoca bestaande uit een beeld van Ceres, de godin van brood en graan, enz. Verder zijn er in de Roemeense tuin speciale planten van het Roemeense platteland.
De botanische tuin is aangesloten bij Botanic Gardens Conservation International, een non-profitorganisatie die botanische tuinen samen wil brengen in een wereldwijd samenwerkend netwerk om te komen tot het behoud van de biodiversiteit van planten.